# Schloss Ziegelsdorf

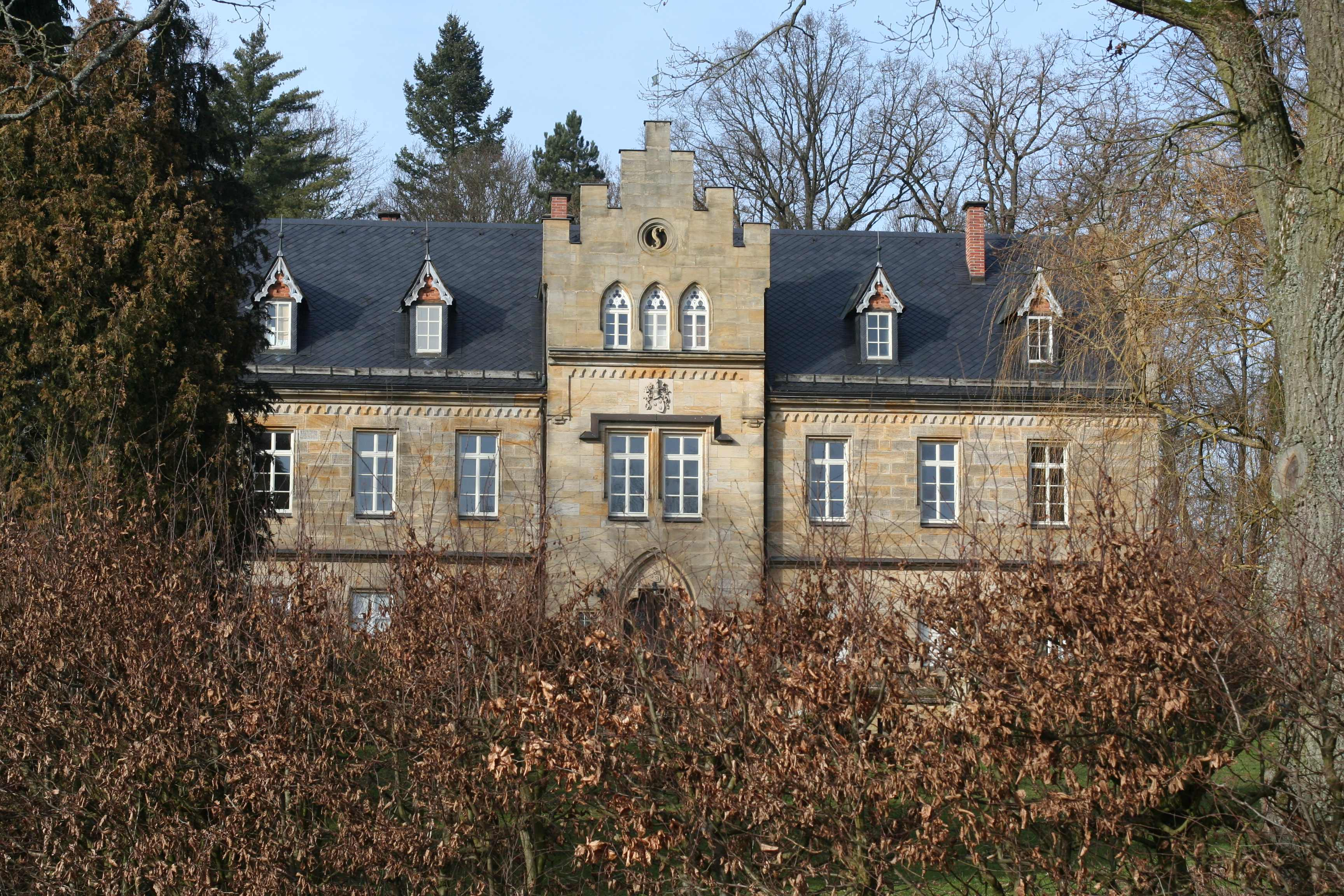
Schloss Ziegelsdorf

Das  Schloss Ziegelsdorf  steht in einem Wäldchen am westlichen Rand der oberfränkischen Gemeinde Untersiemau im Landkreis Coburg im Gemeindeteil Ziegelsdorf. Das nach 1850 neugotisch zum Schloss umgestaltete Herrenhaus eines Gutshofs entstand im Ursprung im späten 16. Jahrhundert.

## Geografische Lage
Sieben Kilometer südlich von Coburg im Ziegelsdorfer Grund, etwa einen Kilometer westlich der Itz und drei Kilometer westlich von Untersiemau liegt an der Gossenberger Straße inmitten eines kleinen Waldes das Ziegelsdorfer Schloss in etwa 320 Metern Höhe.

## Geschichte
Als erste urkundliche Erwähnung findet sich 1234 in dem zu dieser Zeit Zieselsdorf genannten Weiler bereits eine Hofstatt, aus der sich im Laufe der folgenden 300 Jahre ein stattliches Gut mit Herrenhaus entwickelte. 1682 erwarb die aus Österreich zugewanderte und bis 1700 noch auf dem Schloss Scherneck wohnende adelige Familie von Völderndorff-Waradein das Anwesen, das bis zum Ende des 18. Jahrhunderts in ihrem Besitz blieb, zuletzt hoch verschuldet. Nach dem Ableben von August Johann Christoph von Völderndorff-Waradein im Jahr 1788 und seiner Witwe zwei Jahre später, übernahmen Carl Ernst Christian von Tritschler und eine Frau von Seebach das Anwesen. Nach dem 1790 vergeblichen Versuch von Tritschlers, eine weitere Hypothek auf das verschuldete Gut aufzunehmen, überließ er es seiner Miterbin, die ihrem Bruder, dem Landrat a. D. aus Langensalza Hans Carl Heinrich von Seebach, das Gut überschreiben ließ. Um 1850 begann der Umbau des alten Herrenhauses des Rittergutes in ein Schloss im neugotischen Stil. Der letzte Freiherr von Seebach auf Schloss Ziegelsdorf, Hans Georg Friedrich Werner, verstarb 1895 und wurde in dem noch zu seinen Lebzeiten unweit des Schlosses erbauten Mausoleum beigesetzt. Der unverheiratet gebliebene Freiherr vermachte Schloss und Gut an seine Pflegerin Ida Fries, die 1904 die alten Wirtschaftsgebäude abreißen und etwas östlich des Schlosses neu errichten ließ.
1937 erwarb der Landwirt Wilhelm Treiber das gesamte Anwesen. Der Rittersaal wird vom Standesamt der Gemeinde Untersiemau als Trausaal genutzt.

## Beschreibung
Das Schloss, das in einem kleinen Park liegt, besteht aus einem rechteckigen, lang gestreckten Bau aus vier Geschossen mit acht Fensterachsen. Die Südfront wird von einem über die Traufe hinausragenden Mittelrisalit mit Stufengiebel beherrscht, in dem sich der spitzbogige Haupteingang zum Schloss befindet. Das Satteldach trägt auf der südlichen Hälfte vier schmale Dachgauben, auf der nördlichen fünf. Erd- und Obergeschoss werden durch ein umlaufendes Gesims getrennt. Unter der Traufe verläuft ein Zinnenfries. Über dem doppelten Fenster im Obergeschoss des Risalits befindet sich das steinerne Familienwappen der Seebachs, darüber im Zwerchhaus eine Kombination aus drei schmalen Fenstern mit Spitzbögen. Im Stufengiebel ist ein Rundfenster mit einem geschwungenen »S« eingelassen. 
Beim Umbau des ursprünglichen Herrenhauses in ein Schloss im Jahr 1850–1860 erweiterte man den bestehenden Grundriss nach Osten, Süden und Westen. Die Nordflucht blieb erhalten, was man an der Führung der Kellergänge noch gut erkennen kann. Wenigstens drei Bauphasen sind abzulesen. Von der mittelalterlichen Anlage stammen die nur grob behauenen Bruchsteine der ältesten Mauerteile an der Nordseite her, die von starken Strebepfeilern gestützt werden. Ebenso sind der kleine Weinkeller und die enge steinerne Wendeltreppe, die früher bis ins Obergeschoss führte, der Zeit des älteren Herrenhauses zuzuschreiben, während die Fenster und die Tür des Erdgeschosses aus dem 16. oder frühen 17. Jahrhundert stammen. Diese älteren Bauteile wurden beim grundlegenden Umbau 1850 übernommen, während an den neuen Außenmauern des Kellergeschosses zusätzlich große Tonnengewölbe entstanden. Über der Tür zum Rittersaal im ersten Obergeschoss erinnert ein Wappen an die 1682 aus Österreich zugewanderte Familie von Völderndorff-Waradein mit der Jahreszahl 1725.